# Apochthonius forbesi
Espèce
Apochthonius forbesi est une espèce de pseudoscorpions de la famille des Chthoniidae.

## Distribution
Cette espèce est endémique d'Oregon aux États-Unis. Elle se rencontre dans le comté de Deschutes.

## Description
Le mâle holotype mesure 1,42 mm et la femelle paratype 1,60 mm.

## Étymologie
Cette espèce est nommée en l'honneur de Richard B. Forbes de l'université d'État de Portland.

## Publication originale
- Benedict, 1979 : A new species of Apochthonius Chamberlin from Oregon (Pseudoscorpionida, Chthoniidae). Journal of Arachnology, vol. 7, no 1, p. 79-83 (texte intégral).